# Janusz Kotański
Janusz Andrzej Kotański (ur. 29 kwietnia 1957 w Warszawie) – polski historyk, nauczyciel, urzędnik państwowy, dyplomata i publicysta, ambasador Rzeczypospolitej Polskiej przy Stolicy Apostolskiej i Zakonie Maltańskim (2016–2022).

## Życiorys
Uczęszczał do szkoły w Zarii w Nigerii. Maturę zdał w V Liceum Ogólnokształcącym w Toruniu. W 1983 ukończył studia historyczne na Uniwersytecie Warszawskim; studiował także na wydziałach prawa UW i Uniwersytetu Mikołaja Kopernika w Toruniu. Był zatrudniony m.in. jako nauczyciel w liceum (1985–1987), jako starszy archiwista w Archiwum Państwowym m.st. Warszawy (1988–1996), jako doradca w sektorze  prywatnym (1996–1998), jako główny specjalista ds. mediów audiowizualnych w Ministerstwie Kultury i Sztuki (1998–1999) i Polskiej Agencji Informacyjnej (od 2000), jako główny specjalista ds. mediów i historii kościoła katolickiego w Biurze Edukacji Publicznej Instytutu Pamięci Narodowej (2001–2006), jako dyrektor Biura Prasowego Kancelarii Sejmu (2006–2007), jako główny specjalista – kierownik działu wystawienniczego Muzeum Jana Pawła II i Prymasa Wyszyńskiego (2010–2015). Następnie pracował w archiwum Kazimierza Nycza przy opracowywaniu zespołu akt sekretariatu Stefana Wyszyńskiego.
W 2016 został powołany na stanowisko ambasadora RP przy Stolicy Apostolskiej i Zakonie Maltańskim. 23 czerwca 2016 złożył na ręce papieża Franciszka listy uwierzytelniające. Odwołany z dniem 15 maja 2022.
Wszedł w skład komitetu wspierającego kandydaturę Karola Nawrockiego na prezydenta RP w wyborach w 2025.

## Odznaczenia
W 2021 udekorowany Krzyżem Wielkim Orderu Pro Merito Melitensi.

## Życie prywatne
Jest żonaty.

## Wybrane publikacje
- Polacy w ZSRR 1917–1947 (współautor), Warszawa 1990
- Wiersze, Warszawa 1991
- Krym i inne wiersze, Kraków 1993
- 44 wiersze, Warszawa 1999
- Ksiądz Jerzy Popiełuszko, Warszawa 2004, 2010
- Kropla, Warszawa 2006
- Czas przemian 1979–1989. Znaczenie pierwszych trzech pielgrzymek Jana Pawła II do Ojczyzny, Warszawa 2010
- Nic niemożliwego, Warszawa 2011
- Prymas Stefan Wyszyński w służbie Bogu, człowiekowi i narodowi, Warszawa 2011
- Głos, Warszawa Fronda PL 2014[3]